# Корещина (Глобинский район)
Корещина (укр. Корещина) — село,
Землянковский сельский совет,
Глобинский район,
Полтавская область,
Украина.
Код КОАТУУ — 5320682802. Население по переписи 2001 года составляло 195 человек.
Село указано на трехверстовке Полтавской области. Военно-топографическая карта.1869 года как Кулябки

## Географическое положение
Село Корещина находится между сёлами Землянки и Сиренки (1 км).

## Известные люди
- Кириченко Раиса Афанасьевна (1943—2005) — известная украинская певица, Герой Украины, родилась в селе Корещина. В этом же селе, по завещанию, и похоронена.